# Aztek-kaktus
Aztek-kaktus (Aztekium ritteri) är en suckulent växt inom aztek-kaktussläktet och familjen kaktusväxter.

## Beskrivning
Aztek-kaktus är en tuvbildande lågväxande art med ganska långsam tillväxt. Varje klot har längsgående åsar med starkt markerade horisontella fåror. Det kan finnas mellan nio och elva åsar vilka alltid är något spiralvridna. Areolerna sitter mycket tätt tillsammans längs dessa åsar och har vitt hår, snarare än taggar. Små, något platta taggar finns under en kort tid, men försvinner snart. Blommorna kommer från centrum av varje klot och färgen på dem varierar från vitt till rosa och de är knappt en centimeter i diameter. Den blommar rikligt i juni eller början av juli och därefter åter i augusti. I regel är det en månad mellan de båda blomningsperioderna.

## Förekomst
Denna art finner man i områden med lerskifferbranter i Nuevo León i Mexiko.

## Odling
Aztek-kaktusar är en mycket långsamt växande art och kräver en sandig humusjord. Den bör odlas under lätt skuggat glas för att nå det bästa resultatet och bör vattnas ganska rikligt endast vid varm väderlek. Annars ska den vattnas försiktigt, och lerkruka är att föredra före plast.

## Taxonomi
1928 beskrev Friedrich Boedeker Echinocactus ritteri utifrån en planta som han fick från Fredrich Ritter i Mexiko. Året efter gjordes en mer djupgående beskrivning av Alwin Berger och arten fick ett eget släkte; Aztekium.